# Parque Zoobotânico Getúlio Vargas
O Parque Zoobotânico Getúlio Vargas, ou Zoológico de Salvador, é um jardim zoológico localizado em Salvador, capital do estado da Bahia. Parte dos 700 mil metros quadrados totais do terreno é ocupado por 250 mil metros quadrados de vegetação, a Mata do Zoo. O parque está localizado no bairro de Ondina, mais especificamente, no Alto de Ondina, morro que também é endereço do Palácio de Ondina, residência oficial dos governadores. Foi criado em 1958, conforme decreto estadual nº 17.481. São 1500 animais existentes pertencentes a 142 espécies diferentes. O zoológico é gerido pelo governo estadual e está vinculado à Secretaria do Meio Ambiente do Estado da Bahia (SEMA), bem como o Parque Metropolitano de Pituaçu e o Parque Metropolitano do Abaeté.
O local é aberto à visitação pública. Nele, são realizados pesquisas acadêmicas, conservação e preservação das plantas e animais, atividades voltadas para a educação ambiental, clínica veterinária.
No zoológico, encontram-se os 950 metros quadrados do Horto do Zoo, biblioteca física com 1.500 títulos, biblioteca virtual, e Museu de História Natural (museu de taxidermia criado em 1979).
A origem do terreno do zoo remonta ao século XIX, à Fazenda Areia Preta (o atual bairro de Ondina) recebida como indenização pelo suíço Frederico Meuron por perdas na Batalha de Pirajá. Após um período de abandono, algumas atividades tem início na área, como a construção de um orquidário.
O animal-símbolo do zoológico é a arara-azul-de-lear (Anodorhynchus leari), ave ameaçada de extinção endêmica do Raso da Catarina.